# Cristo de la Salud (Arona)
El Santísimo Cristo de la Salud es una imagen que representa a Jesucristo abrazado a la cruz que iconográficamente responde al Varón de dolores. La imagen se encuentra en la Parroquia de San Antonio Abad en el municipio de Arona, en el sur de la isla de Tenerife (Islas Canarias, España). Se trata de la advocación de Cristo más venerada del sur de Tenerife.

## Historia
Se trata de una talla de madera policromada del barroco y perteneciente a la escuela canaria, realizada por el escultor güimarero Lázaro González de Ocampo. Fue realizada en la segunda mitad del siglo XVII, y se cree que el autor se inspiró en la imagen del Cristo de Tacoronte, el cual había llegado a la isla desde Madrid poco antes.
La imagen originalmente se encontraba en el Convento de San José o de Las Claras, de la Villa de La Orotava. Posteriormente fue adquirido por la Parroquia de San Antonio Abad en Arona, a donde fue trasladado en 1806 junto con una imagen de la Virgen de los Dolores.
En la década de los años 20 del siglo XX nació la tradición de la Rogativa al Cristo de la Salud o Rogativa de la Lluvia. Se trata de una manifestación piadosa en la que se le pide al Cristo la demanda de lluvia para los campos y la agricultura. Esta tradición se perdió en la década de 1980, pero se recuperó en 2016. Se celebra cada primer domingo de marzo y en ella procesiona la imagen del Cristo en rogativa desde el casco de Arona hasta Montaña Frías.
El Cristo pronto acaparó la devoción de los aroneros y de gentes de todo el sur de la isla y en 1962 fue declarado Alcalde Perpetuo del municipio de Arona.

## Fiestas
Las Fiestas del Santísimo Cristo de la Salud se celebran conjuntamente con las de la Virgen del Rosario (patrona del municipio). Se celebra el primer fin de semana de octubre, siendo el primer lunes del mes, el día principal.
Destaca la Solemne Eucaristía y procesión de ambas imágenes por las calles del casco de Arona y la exhibición de los fuegos artificiales. Además de otros actos musicales, culturales y deportivos.